# 中村勇太郎
中村 勇太郎（なかむら ゆうたろう、1908年〈明治41年〉2月5日 - 1983年〈昭和58年〉12月15日）は、日本の囲碁棋士。千葉県出身、岩佐銈九段に師事、日本棋院所属、九段。第3期本因坊戦挑戦者決定戦進出、最高位決定戦リーグ入りなど。手厚く堅実な棋風。

## 経歴
千葉県野田市に生まれる。少年時代はキッコーマン社長の茂木房五郎に囲碁で薫陶を受ける。18歳の時に上京して日本棋院に通い、1928年（昭和3年）に入段試験を通って入段。同年二段。1933年四段。1939年からの第1期本因坊戦には甲組四段として出場。1941年五段。1943年の第3期本因坊戦で、五段級、六段級、七段級予選を勝ち抜き、八段級予選リーグで3勝1敗で1945年の挑戦者決定リーグ入りし、岩本薫、藤沢庫之助に敗れて0勝2敗となる。
1951年六段。1953年に読売新聞主催の呉清源との「新鋭初手合」に出場し、二子番1目勝。
1955年七段。1957年第3期最高位決定戦リーグ入り、3勝4敗1ジゴの7位でリーグ残留。続いて第4期2勝4敗2ジゴ、第5期4勝4敗と、第6期までリーグ残留。1964年名人戦リーグ入り。1965年八段。1978年、野田市文化功労賞。1981年、73歳で九段昇段の最高齢記録。1983年引退、その年に病気療養中の野田市の病院で死去。
1955年から1972年まで日本棋院院生師範。一方で「新人キラー」の異名もあった。門下に茅野直彦九段、黒沢忠尚九段。趣味の俳句での俳号は東江、棋士の俳句の会「たちばな句会」で村島誼紀を継いで会長を務めた。